# Galas de Nochebuena y Nochevieja de Telecinco
Telecinco apuesta desde 2021 en Nochebuena y Nochevieja por una gala musical producida por Fremantle. Los especiales fueron conocidos con el nombre de ¡Viva la fiesta! entre 2021 (con Joaquín Prat y Lara Álvarez como presentadores) y 2022 (con Jesús Vázquez y Verónica Dulanto). En 2023 se optó por las galas Nochebuena contigo y Nochevieja contigo, presentadas por Christian Gálvez y Verónica Dulanto. En 2024 se vuelve a celebrar las mismas galas con el mismo nombre y los mismos presentadores.
Este programa musical acoge las actuaciones de conocidos artistas nacionales e internacionales, así como de rostros de talent shows de la cadena.

## Historia
Tras cinco años sin emitir galas navideñas (las últimas fueron en La noche en Paz), en octubre de 2021, se confirmó que Telecinco apostaría por los especiales de ¡Viva la fiesta!, producidos por Fremantle y presentados por Joaquín Prat y Lara Álvarez.
En octubre de 2022, se anunció que las galas especiales volverían, esta vez de la mano de Jesús Vázquez y Verónica Dulanto.
Para el 2023, la cadena apostaría por los especiales Nochebuena contigo y Nochevieja contigo, conducidos ambos por Christian Gálvez y Verónica Dulanto.

## Presentadores
| Presentadores    | Logo de Telecinco | Logo de Telecinco | Logo de Telecinco | Logo de Telecinco |
| Presentadores    | 2021-2022         | 2022-2023         | 2023-2024         | 2024-2025         |
| ---------------- | ----------------- | ----------------- | ----------------- | ----------------- |
| Joaquín Prat     |                   |                   |                   |                   |
| Lara Álvarez     |                   |                   |                   |                   |
| Jesús Vázquez    |                   |                   |                   |                   |
| Verónica Dulanto |                   |                   |                   |                   |
| Christian Gálvez |                   |                   |                   |                   |

## Nochebuena

### Artistas
- 2021: Actuaciones en plató: Ana Guerra, Chenoa y Carlos Baute, Funambulista, NIA, Celia Muñoz, Café Quijano, Mago Tomás, Miguel Poveda, Abraham Mateo, Camela, Los Secretos, Dani Fernández, Natalia, Nena Daconte y La La Love You, Sweet California, Kiki Morente, Rafa Sánchez, Nancys Rubias, Bely Basarte, Manu Tenorio, Sofía Cristo y OBK, Manuel Cortés, Efecto Pasillo, Kinki Boots, Vicky Larraz y Olestar, Nyno Vargas, Shaila Dúrcal, Henry Méndez y Sandy G, Riki Rivera, Sylvia Pantoja, Mantra, Adexe y Nau, Roser y Rayden.

Actuaciones en patio: Ana Mena y Omar Montes, Gloria Trevi, Bertín Osborne, Josep Ferré, James Blunt, Ruth Lorenzo,  Los Diablos, Edurne, Fangoria, Sergio Dalma, Azúcar Moreno, Blas Cantó, Pastora Soler, Sharon Corr, La Húngara e Il Volo.
- 2022: Actuaciones en plató: Charlie y la fábrica de chocolate, el musical, Así Canta Jerez en Navidad, Mantra, Cantajuegos, Miki Núñez, Drew Colby, Omar Montes, Kevin Micoud, Meler, Lorena Gómez, Gemeliers, Carla Vanesa, Ginés, Santi Rodríguez, María Peláe, Depol, Soraya Arnelas y Sofía Cristo, Cristina Ramos, Ainoa Buitrago, Polo Nández, Farga, Nyno Vargas y Daviles de Novelda, Natalia, Hens, El Langui y Brisa Fenoy, Durden, Hotel Flamingo, Fabbio y Karetta el Gucci, Junior Míguez y Skechi.

Actuaciones en patio: Edurne y NIA, Blas Cantó, Ana Mena, Andy y Lucas, Dani Fernández, Abraham Mateo, Carlos Baute, Pastora Soler, Manu Tenorio, Merche, Ruth Lorenzo, Nancys Rubias, Beret, Melody, Sofía Ellar, David DeMaría, Camela, Álex Ubago, Adexe y Nau, Fangoria, María Verdoy y Germán González, Juan Magán y Yotuel Romero.
- 2023: Actuaciones en plató: Íñigo Quintero, School of rock, el Musical, Joaquín Matas, Cantajuegos, Mantra, Miki Núñez, Paula Koops, Valeria Castro, NIA y María Peláe, Depol, Javi Sancho, Mar Lucas, Andrés Suárez, Brodwei, el Musical, Melody, Malmo 040 y Besmaya, Violincheli Brothers, Ricky Merino, Polo Nández, Sonia Gómez, Roi Méndez, Varry Brava, Riki Rivera, Ainoa Buitrago y Julia Medina y La Cruz.

Actuaciones en patio: Ana Mena, Blas Cantó, Gloria Trevi, Ana Guerra, Omar Montes, Blanca Paloma, Edurne, Nil Moliner, Sergio Dalma, Ruth Lorenzo, Miguel Poveda, Conchita, Beret y Mr.Rain, Efecto Pasillo y Bombai, Andy y Lucas, Pastora Soler, Lérica, Antonio José, Marlon, David DeMaría, José Mercé, Tamara, Medina Azahara y Marc Seguí.
- 2024: Actuaciones en plató:

Actuaciones en patio: Dani Fernández, Ana Guerra, Pasión Vega, Fangoria, Miguel Poveda, Chenoa, Beret, José Mercé, Natalia, Lorena Gómez, Omar Montes, Nena Daconte y Carlos Baute.

### Audiencias
| Año  | Programa                       | Emisión                 | Audiencia         |
| ---- | ------------------------------ | ----------------------- | ----------------- |
| 2021 | ¡Viva la fiesta en Nochebuena! | 24 de diciembre de 2021 | 1 343 000 (13,0%) |
| 2022 | ¡Viva la fiesta en Nochebuena! | 24 de diciembre de 2022 | 1 225 000 (14,2%) |
| 2023 | Nochebuena contigo             | 24 de diciembre de 2023 | 849 000 (10,6%)   |
| 2024 | Nochebuena contigo             | 24 de diciembre de 2024 | 642 000 (8,7%)    |

## Nochevieja

### Artistas
- 2021: Hayk Arsenyan, Óscar Cantalejo, Marta Mesa, 6ID, Elsa Tortonda, Triana 'La Canela', Mago Joel, Chiara Oliver, Chus Serrano, Raúl Rubio, Cristina Ramos, El Cejas, Elena Farga, Brequette Cassie y Sislena Caparrosa
- 2022: Álvaro de Luna, Nyno Vargas, José Mercé, Café Quijano, Índigo, Diana Navarro, Conchita, Azúcar Moreno, Medina Azahara, Abraham Mateo y Lérica, La La Love You, Henry Méndez, Nena Daconte, Jorge Cremades, Celia Muñoz, Kevin Micoud y Jordi Caps y Dakota et Nadia.
- 2023: Íñigo Quintero, La Guardia, Bailo Bailo, el musical, Marlena, Así canta Jerez en Navidad, Fabbio, Mago Yunke, Samurai, Soraya Arnelas, Nyno Vargas, Lorena Gómez, Rayden, Farga, Raule, Rosa López, Charlie USG, Natalia, Azúcar Moreno, Sofía Ellar, Maikel Delacalle, Manu Tenorio, Kenya Saiz, Gloria Trevi, Merche, Malva, Melody, Rebeca, Paula Cendejas, Futura Chica Pop, Sex Bomb, Sofía Martín, Guzmen y Sofic & Seiken.
- 2024: Azúcar Moreno, Mirela, Mar Lucas, Nyno Vargas, Malu Salgado, Antonio Carmona, Twin Melody, Íñigo Quintero, Manu Tenorio, Lia Kali, María Parrado, Melocos, Nacho Nacif, Chiara Oliver, María Toledo, Suzete, Andy y Lucas, Los Rebujitos, Patrick Bel, Violeta, Roi Porto, Manuel Cortés, La Beba, Mayo, Charlie USG, Julia Medina, Efecto Pasillo, Soge Culebra, Malva, Inazio, Veintiuno, Demarco Flamenco, Borja, Farga, Delaporte Featuring Bruno, Hugo Cobo, María Escarmiento, Judith Mateo y Chuse Joven y Marina Galán.

### Audiencias
| Año  | Programa                       | Emisión                 | Audiencia                          |
| ---- | ------------------------------ | ----------------------- | ---------------------------------- |
| 2021 | ¡Viva la fiesta en Nochevieja! | 31 de diciembre de 2021 | 1 696 000 (11,1%) 1 184 000 (8,3%) |
| 2022 | ¡Viva la fiesta en Nochevieja! | 31 de diciembre de 2022 | 1 051 000 (8,1%)                   |
| 2023 | Nochevieja contigo             | 31 de diciembre de 2023 | 1 051 000 (8,5%)                   |
| 2024 | Nochevieja contigo             | 31 de diciembre de 2024 | 677 000 (5,7%)                     |